# Albert Rehm
Pour les articles homonymes, voir Rehm.
Albert Rehm est un philologue allemand né le 15 août 1871 à Augsbourg et mort le 31 juillet 1949 à Munich.

## Biographie
En 1905, Rehm a émis l'idée aujourd'hui admise que la machine d'Anticythère est un calculateur astronomique.
En 1896, Rehm est entré à l'université de Munich après avoir soutenu le mémoire : Recherches mythographiques sur les légendes célestes grecques [Mythographische Untersuchungen über griechische Sternsagen]. Sa carrière d'universitaire l'a mené à la plus haute fonction, celle de recteur de l'université de Munich (Ludwig-Maximilians-Universität München) en 1930/31. Durant le nazisme, sa position correspond bien à l'idée d'émigration intérieure de Frank Thiess. Il plaide après guerre pour une pédagogie des humanités.